# Polyxenus pugetensis
Polyxenus pugetensis är en mångfotingart som beskrevs av Kincaid 1898. Polyxenus pugetensis ingår i släktet Polyxenus och familjen penseldubbelfotingar. Inga underarter finns listade i Catalogue of Life.